# 2016年夏季奧林匹克運動會馬術比賽
2016年夏季奧林匹克運動會馬術比賽於2016年8月7日至19日在奧林匹克馬術中心舉行，此次比赛共分为6个项目。

## 参赛国家和地区
此次比赛共有43个国家和地区参加。其中中华台北、多米尼加共和国、巴勒斯坦、卡塔尔和津巴布韦都是首次参加奥运马术比赛。
- 阿根廷（4）
- （12）
- 奥地利（1）
- 比利时（5）
- 巴西（12）
- 加拿大（10）
- 智利（1）
- 中国（1）
- 哥伦比亚（2）
- 丹麦（4）
- （1）
- 厄瓜多尔（1）
- 埃及（1）
- 芬兰（1）
- 法国（12）
- 德国（12）
- 英国（12）
- 爱尔兰（6）
- 意大利（6）
- 日本（10）
- 墨西哥（1）
- 摩洛哥（1）
- 荷兰（12）
- 新西兰（5）
- 巴勒斯坦（1）
- 秘鲁（1）
- 波兰（1）
- 葡萄牙（1）
- 波多黎各（1）
- （4）
- 俄罗斯（5）
- 南非（1）
- 韩国（1）
- 西班牙（9）
- 瑞典（12）
- 瑞士（7）
- 中华台北（1）
- 土耳其（1）
- 乌克兰（5）
- 美国（12）
- 乌拉圭（1）
- 委内瑞拉（2）
- 津巴布韦（1）

## 獎牌得主
| 项目                  | 金牌                                                                                       | 银牌                                                                                | 铜牌                                                                                               |  |  |  |
| 個人馬場馬術 （詳細） | 夏洛特·杜雅尔丹 · 英国（GBR）                                                              | 伊莎贝尔·韦特 · 德国（GER）                                                         | 克里斯蒂娜·布勒林-施普雷埃 · 德国（GER）                                                           |  |  |  |
| 團體馬場馬術 （詳細） | 德国（GER） · 森克·罗滕贝格尔 · 多萝特·施奈德 · 克里斯蒂娜·布勒林-施普雷埃 · 伊莎贝尔·韦特 | 英国（GBR） · 斯潘塞·威尔顿 · 菲奥娜·比格伍德 · 卡尔·赫斯特 · 夏洛特·杜雅尔丹       | 美国（USA） · 艾莉森·布罗克 · 凯西·佩里-格拉斯 · 斯特芬·彼得斯 · 劳拉·格雷夫斯                     |  |  |  |
|                       |                                                                                            |                                                                                     | |  |  |  |
| 個人三項賽 （詳細）   | 米夏埃尔·容 · 德国（GER）                                                                  | 阿斯捷·尼古拉 · 法国（FRA）                                                         | 菲利普·达顿 · 美国（USA）                                                                          |  |  |  |
| 團體三項賽 （詳細）   | 法国（FRA） · 卡里姆·拉古阿格 · 蒂博·瓦莱特 · 马蒂厄·勒穆瓦纳 · 阿斯捷·尼古拉              | 德国（GER） · 尤利娅·克拉耶夫斯基 · 桑德拉·奥法特 · 英格丽德·克利姆克 · 米夏埃尔·容 | （AUS） · 沙恩·罗斯 · 斯图尔特·廷尼 · 萨姆·格里菲思 · 克里斯·伯顿                                  |  |  |  |
|                       |                                                                                            |                                                                                     | |  |  |  |
| 個人障礙超越 （詳細） | 尼克·斯凯尔顿 · 英国（GBR）                                                                | 佩德·弗雷德里克松 · 瑞典（SWE）                                                     | 埃里克·拉马兹 · 加拿大（CAN）                                                                      |  |  |  |
| 團體障礙超越 （詳細） | 法国（FRA） · 菲利普·罗齐耶 · 凯万·斯托 · 罗歇-伊夫·博斯特 · 佩内洛普·勒普雷沃             | 美国（USA） · 肯特·法灵顿 · 露西·戴维斯 · 麦克莱恩·沃德 · 比齐·马登                 | 德国（GER） · 克里斯蒂安·阿尔曼 · 梅雷迪丝·迈克尔斯-贝尔鲍姆 · 丹尼尔·多伊塞尔 · 卢德格尔·贝尔鲍姆 |  |  |  |

## 奖牌榜
| 排名 | 国家／地区 | 金牌 | 银牌 | 铜牌 | 總數 |
| ---- | ---------- | ---- | ---- | ---- | ---- |
| 1    | 德国       | 2    | 2    | 2    | 6    |
| 2    | 英国       | 2    | 1    | 0    | 3    |
| 2    | 法国       | 2    | 1    | 0    | 3    |
| 4    | 美国       | 0    | 1    | 2    | 3    |
| 5    | 瑞典       | 0    | 1    | 0    | 1    |
| 6    |            | 0    | 0    | 1    | 1    |
| 6    | 加拿大     | 0    | 0    | 1    | 1    |
| 总计 | 总计       | 6    | 6    | 6    | 18   |